# ŽFK Ekonomist
Ženski fudbalski klub Ekonomist (en cirílico: Женски фудбалски клуб Економист), abreviado como ŽFK Ekonomist, es un club de fútbol femenino fundado en 2007 y con sede en Nikšić, Montenegro. El club compite en la Liga Femenina de Montenegro y fue el primer campeón de dicha competición. En 2012, se convirtió en el primer equipo femenino montenegrino en participar en la Liga de Campeones Femenina de la UEFA. Antes de la creación de la liga nacional, el equipo ganó una vez el Trofeo FSCG. El club ha contado con el apoyo de Meridianbet.

## Palmarés
Liga Femenina de Montenegro
- campeón (4):2011-12, 2012-13, 2013-14, 2014-15
- vice campeón (3): 2015-16, 2016-17, 2017-18

Trofeo FSCG
- campeón (1): 2010-11
- vice-campeón (2): 2008-09, 2009-10

## Clasificación por temporada
Clasificación por temporada del ŽFK Ekonomist:
| Temporada | Competicion | Clasificación |
| --------- | ----------- | ------------- |
| 2008-09   | Trofeo FSCG | Segundo lugar |
| 2009-10   | Trofeo FSCG | Segundo lugar |
| 2010-11   | Trofeo FSCG | Campeón       |
| 2011-12   | 1. ŽFL      | Campeón       |
| 2012-13   | 1. ŽFL      | Campeón       |
| 2013-14   | 1. ŽFL      | Campeón       |
| 2014-15   | 1. ŽFL      | Campeón       |
| 2015-16   | 1. ŽFL      | Segundo lugar |
| 2016-17   | 1. ŽFL      | Segundo lugar |
| 2017-18   | 1. ŽFL      | Segundo lugar |
| 2018-19   | 1. ŽFL      | Tercer lugar  |
| 2019-20   | 1. ŽFL      | Tercer lugar  |
| 2020-21   | 1. ŽFL      | Tercer lugar  |
| 2021-22   | 1. ŽFL      | Tercer lugar  |
| 2022-23   | 1. ŽFL      | Tercer lugar  |
| 2023-24   | 1. ŽFL      | Tercer lugar  |

## Récord en competiciones de la UEFA
| Temporada | Competicion       | Clasificación         | Rival             | Resultado |
| --------- | ----------------- | --------------------- | ----------------- | --------- |
| 2012-13   | Liga de Campeones | Fase de clasificación | Bobruichanka      | 1–5       |
| 2012-13   | Liga de Campeones | Fase de clasificación | Unia Racibórz     | 1–7       |
| 2012-13   | Liga de Campeones | Fase de clasificación | Slovan Bratislava | 0–8       |
| 2013-14   | Liga de Campeones | Fase de clasificación | Klaksvík          | 1–1       |
| 2013-14   | Liga de Campeones | Fase de clasificación | Zürich            | 1–4       |
| 2013-14   | Liga de Campeones | Fase de clasificación | Atlético Ouriense | 1–1       |
| 2014-15   | Liga de Campeones | Fase de clasificación | Pomurje           | 0–4       |
| 2014-15   | Liga de Campeones | Fase de clasificación | MKT               | 0–1       |
| 2014-15   | Liga de Campeones | Fase de clasificación | Pärnu JK          | 1–2       |
| 2015-16   | Liga de Campeones | Fase de clasificación | Pomurje           | 0–4       |
| 2015-16   | Liga de Campeones | Fase de clasificación | Olimpia Cluj      | 1–6       |
| 2015-16   | Liga de Campeones | Fase de clasificación | Pärnu JK          | 1–2       |

## Jugadoras notables
| - Slađana Bulatović - Jasna Đoković - Darija Đukić - Tatjana Đurković | - Armisa Kuč - Jelena Sturanović - Ivona Turčinović - Andreja Vidić |